# HK 33
Das HK 33 ist ein Sturmgewehr des deutschen Waffenherstellers Heckler & Koch. Es beruht auf der Technik des HK G3, aber wurde auf die Standard-NATO-Munition 5,56 × 45 mm angepasst.

## Entwicklung
Anfang der 1960er Jahre wurde das Kaliber .223 Remington in den USA neues Standard-Kaliber bei Armeewaffen. Heckler & Koch reagierte rasch und 1963 konnte ihr damaliger US-Vertreter Harrington & Richardson das HK 33 als ein etwas verkleinertes HK G3 für das neue Kaliber vorstellen. Nachdem vom HK32 Prototypen gefertigt wurden, baut das HK 33 direkt auf den damit gemachten Erfahrungen auf.
Gehäuse, Visierung, Abzugssystem, Griffstück und Metallschulterstütze wurden nahezu unverändert vom HK G3 übernommen. Andere Teile wurden für die Patrone 5,56 × 45 mm NATO modifiziert. Die theoretische Feuergeschwindigkeit wurde von 600 Schuss/min (HK G3) auf 750 Schuss/min erhöht. Die Version A3 war 735 mm lang. Mit Metallschulterstütze erreichte sie eine Länge von 940 mm. Sie wog geladen 4,51 kg (3,98 kg ungeladen).
Bei aufgeschraubtem Mündungsfeuerdämpfer konnten die Versionen A2 und A3 Gewehrgranaten verschießen. Manöverpatronengeräte waren ebenfalls verfügbar.
Die Gewehre wurden ab 1976 auch für den Export nach Brasilien, Malaysia und Thailand gebaut. 1998 erhielt die Firma MKEK in der Türkei die Lizenz zum Bau von 500.000 Waffen.

## HK43
1974 wurde unter der Bezeichnung HK43 eine Selbstladevariante des HK 33 eingeführt. Dessen Kurzversion KA1 hatte einen nur 322 mm langen Lauf, war 675 mm lang (865 mm mit ausgezogener Schulterstütze) und ebenso schwer wie das A3.
Diese Waffe wurde 1977 bei dem Anschlag auf Generalbundesanwalt Buback verwendet. Andere Quellen sprechen davon, dass hier die Version HK93 verwendet wurde.

## Einsatz

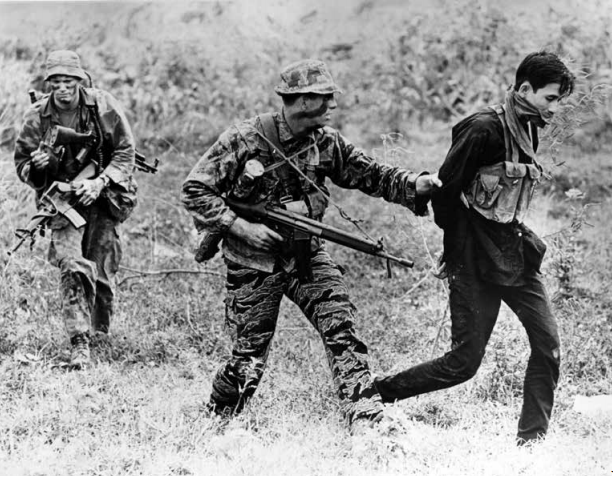
US Navy SEAL mit einem HK 33 im Vietnamkrieg

- Ecuador: HK 33-Varianten, ecuadorianische Infanterie und Marine (Fuerzas Armadas del Ecuador)[1]
- Argentinien: HK 33, Brigada Especial Operativa Halcón der Polizei[4]
- Brasilien: HK 33E-Varianten[5] u. a. von der Polícia Militar und der brasilianischen Luftwaffe Força Aérea Brasileira (FAB)
- Spanien: GEO-Einheit der Cuerpo Nacional de Policía[6]
- Saudi-Arabien: HK 33[7]